# Castello di Mostizzolo
Il castello di Mostizzolo è un castello medievale ormai in completa rovina che si trova nella frazione omonima del comune di Cis in provincia di Trento.

## Storia
Poche informazioni riguardanti il castello sono giunte fino a noi: fu costruito molto probabilmente dai signori di Livo nel XIII secolo in una posizione strategica per il controllo dei commerci tra Val di Non e Val di Sole. In seguito passò ai Thun.
Del maniero oggi rimane solo la base del mastio su un piccolo rilievo artificiale, ottenuto dallo sbancamento della collina sulla quale sorgeva per allargare il cortile di un'abitazione privata. Per questo motivo non è liberamente accessibile al pubblico.